# Blerim Destani

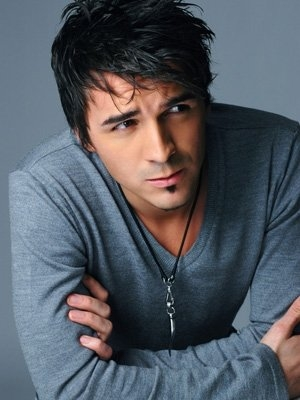
Blerim Destani (2013)

Blerim Destani (* 12. April 1981 in Stolberg) ist ein deutsch-albanischer Schauspieler und Filmproduzent.

## Leben
Blerim Destani wurde in Deutschland geboren; seine Eltern sind albanischer Abstammung. Er wuchs in Tetovo in Mazedonien auf. Mit 14 Jahren bekam er seine erste Rolle als Nachwuchsschauspieler in dem albanischen Fernsehfilm Atje ku nuk lind dielli (dt. Dort, wo die Sonne nicht aufgeht). Er produzierte Dokumentarkurzfilme und nahm in England Schauspielunterricht.
Seit 1998 lebt und arbeitet Destani abwechselnd in Deutschland und Mazedonien. 2004 übernahm er die Hauptrolle des „Beni“ in dem kosovarischen Fernsehfilm Metropolet unter der Regie von Sunaj Raça und hatte eine weitere Filmrolle in Raças 2005 gedrehtem Kinofilm Kosova – Desperate Search. Darüber hinaus wurde Destani auf dem Gebiet der Filmregie und -produktion tätig; so wirkte er 2004 als Associate Producer bei dem international erfolgreichen mazedonischen Kinofilm The Great Water mit (Regie: Ivo Trajkov). Der Film wurde auf vielen renommierten Festivals gezeigt und beim Valencia Festival of Mediterranean Cinema vierfach ausgezeichnet (beste Kameraführung, beste Regie, bester Soundtrack und Goldene Palme).
Danach setzte er seine Schauspielausbildung fort und nahm auch Sprachunterricht. 2007 spielte Destani die Hauptrolle in dem Film Time of the Comet und war gleichzeitig Produzent dieser bislang größten albanischen Filmproduktion, die 2008 Premiere hatte. Seit 2008 spielt er in zwei internationalen Kino-Produktionen mit, in der Komödie Separation City (Kinopremiere 2010) und der Action-Komödie At World’s End, in der er eine Hauptrolle übernahm.
Destani ist Inhaber der Jeansfirma Kosovatex.

## Filmografie (Auswahl)
als Schauspieler
- 2000: Fifty years (Kurzfilm)
- 2005: Metropolet
- 2006: Kosova – Desperate Search
- 2008: Time of the Comet
- 2009: At World’s End
- 2009: Separation City
- 2009: Das Recht auf Rache – Im Fadenkreuz des Clans (Dossier K.)
- 2009: Am Ende des Weges – Eine wahre Lügengeschichte (Get Low)
- 2010: Die Wanderhure
- 2011: Ein Fall für zwei (Fernsehserie, Folge Liebesblind)
- 2011: Pariser Platz – Berlin
- 2014: Amsterdam Express
- 2014: Alarm für Cobra 11 – Die Autobahnpolizei – Die letzte Nacht
- 2015: Alarm für Cobra 11 – Die Autobahnpolizei – Vendetta
- 2015: Frauen – Regie Nikolai Müllerschön (Kinofilm)
- 2016: Helen Dorn – Gefahr im Verzug
- 2016: Spuren der Rache (Fernsehzweiteiler)
- 2017: Alarm für Cobra 11 – Die Autobahnpolizei – Überleben
- 2017: Nur Gott kann mich richten als Fuad (Regie: Özgür Yıldırım)
- 2018: 4 Blocks (Fernsehserie)
- 2019: Flucht durchs Höllental
- 2019: The Poison Rose
- 2020: Kings of Hollywood (The Comeback Trail)
- 2023: Alarm für Cobra 11 – Die Autobahnpolizei (Eventfilm, Machtlos)
- 2023: Asbest
- 2024 Troubleshooters (Kinofilm)

als Produzent
- 2004: Der Tag, als Stalins Hose verschwand (The Great Water)
- 2005: Metropolet
- 2006: Kosova – Desperate Search
- 2008: Time of the Comet
- 2009: Get Low
- 2011: Pariser Platz – Berlin